# 路友于
路友于（1895年1月—1927年4月28日），名汝悌，字友于，山東諸城人，报纸编辑。

## 生平
出生于诸城东北乡路家道口庄，1918年赴日本留學，入東京早稻田大學。后因病歸國，嗣任北京《益世報》編輯。民國12年加入中國國民黨。1927年4月6日北伐期間，路友于和李大钊等八十余人被捕于苏联大使馆。4月28日被北洋軍閥张作霖問吊於北平，被處決时年僅32歲。據路友于女兒路端誼生前所述，蔣介石在路友于之死中扮演關鍵角色。她在紀念父親的文章說，父親與李大釗等人被捕後，北京各界積極開展營救活動。但因為新舊軍閥勾結，張宗昌、孫傳芳、吳佩孚、吳俊陞等都發來電報要求「嚴辦」；時值國民黨醞釀清黨，蔣介石亦想借軍閥之手清除部分國民黨左派，特密電張作霖，主張將被捕黨人「即行處決，以免後患」。
其胞弟路君約認為其係為國民黨北伐犧牲捐軀的烈士，於移居臺灣後每年均向國民黨當局寫信爭取將其入祀忠烈祠但無果。2009年，诸城市昌城镇党委、政府投资100万元，在其故乡路家道口村建设故居。

## 家庭
胞兄路景韶，同為國民黨籍並曾任地方議長，1952年因地主身分及國民黨籍遭共產黨公開槍斃；胞弟路君約，臺灣著名心理學家；女兒路端誼；姪女路平，臺灣知名作家。